# Portrait composite

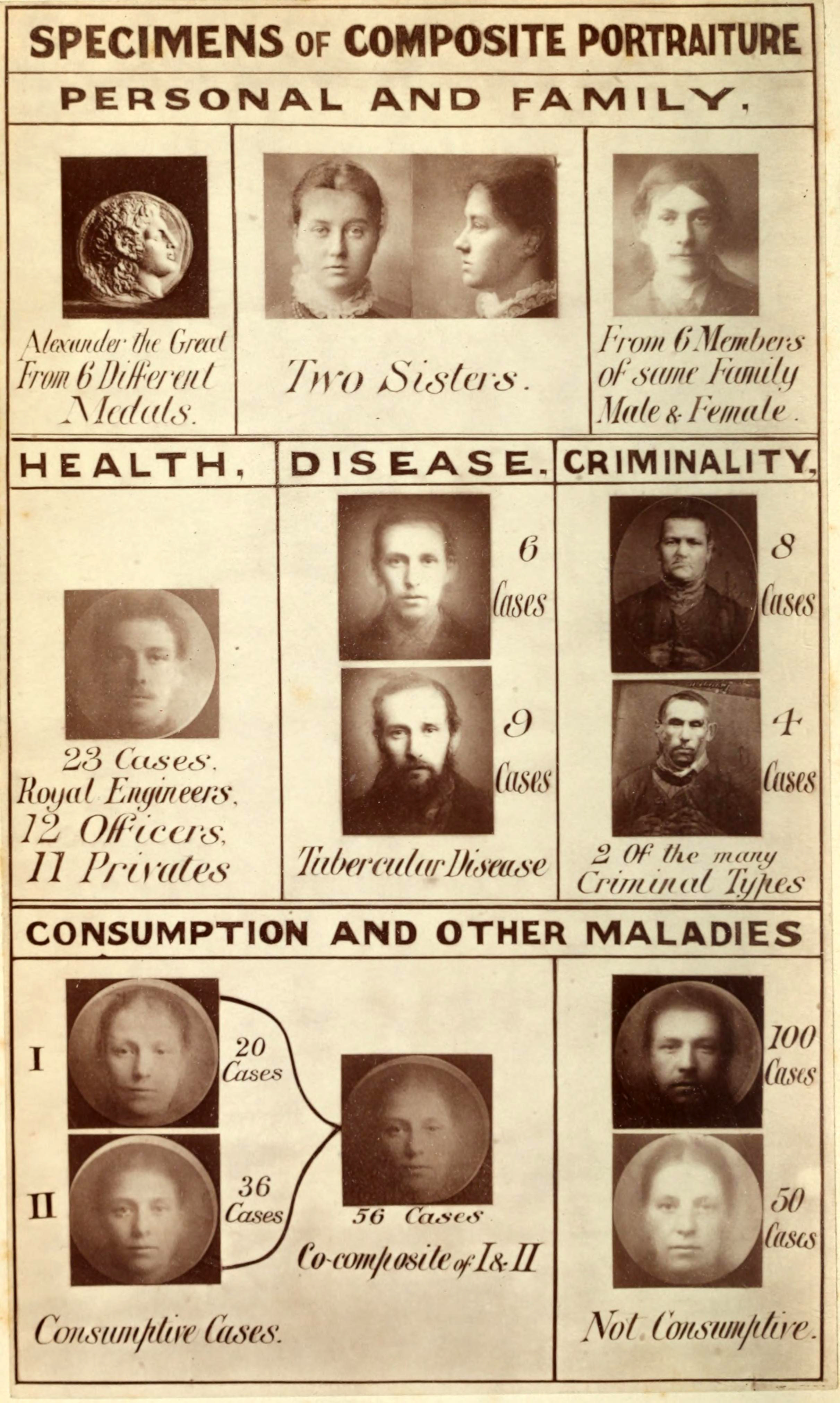
Portrait composite, Francis Galton, 1883.

Le portrait composite, application de la photographie composite, est une technique inventée par le psychométricien anglais Sir Francis Galton dans les années 1880 sur suggestion d'Herbert Spencer afin d'obtenir à partir de photographies de visages humains centrées sur les deux yeux, une image résultante « moyenne » de toutes celles du groupe photographié,. 
Spencer proposait d'utiliser du papier calque et des dessins au trait, mais Galton invente une technique d'expositions multiples sur une même plaque photographique. Il remarque que ces portraits composites sont plus attrayants que ceux de chacun des sujets pris individuellement, ce qui a suscité un siècle plus tard un certain nombre de recherches sur l'attractivité ou la banalité de la physionomie humaine. Il soutient également, dans une conférence donnée en 1883 à la Royal Society, que les composites donnaient une représentation concrète intéressante des types et concepts idéaux des humains. Il discute de l'utilisation de la technique pour enquêter sur les caractéristiques de divers types humains, comme les criminels. Il s'agissait pour lui d'une extension des techniques statistiques de moyennes et de corrélation. En ce sens, il représente l'une des premières implémentations de l'analyse des facteurs de convolution  et des réseaux neuronaux dans la compréhension de la représentation du savoir dans l'esprit humain. Galton a également suggéré que la technique pourrait être utilisée pour créer des types naturels d'objets communs. 
À la fin du XIXe siècle, le même Galton tente de définir les caractéristiques physiognomiques de la santé, de la maladie, de la beauté et de la criminalité, en utilisant la méthode de photographie composite. Le processus impliquait la superposition photographique de deux ou plusieurs visages par des expositions multiples. Après avoir moyenné les photographies de criminels violents, il a constaté que leurs portraits composites semblaient « plus respectables » que ceux de n'importe lequel des visages les composant ; cela était probablement dû aux irrégularités de la peau à travers les images constituantes du mélange final. Avec l'avancement de la technologie informatique au début des années 1990, la technique de Galton a été adoptée et considérablement améliorée grâce aux logiciels d'infographie qui permettent une exécution rapide du compositing. 